# Topola włoska
Topola włoska (Populus nigra L. 'Italica') – wyhodowana męska odmiana topoli czarnej, uzyskana w XVIII wieku w Lombardii we Włoszech. Jest uprawiana na terenie całej Europy.

## Morfologia

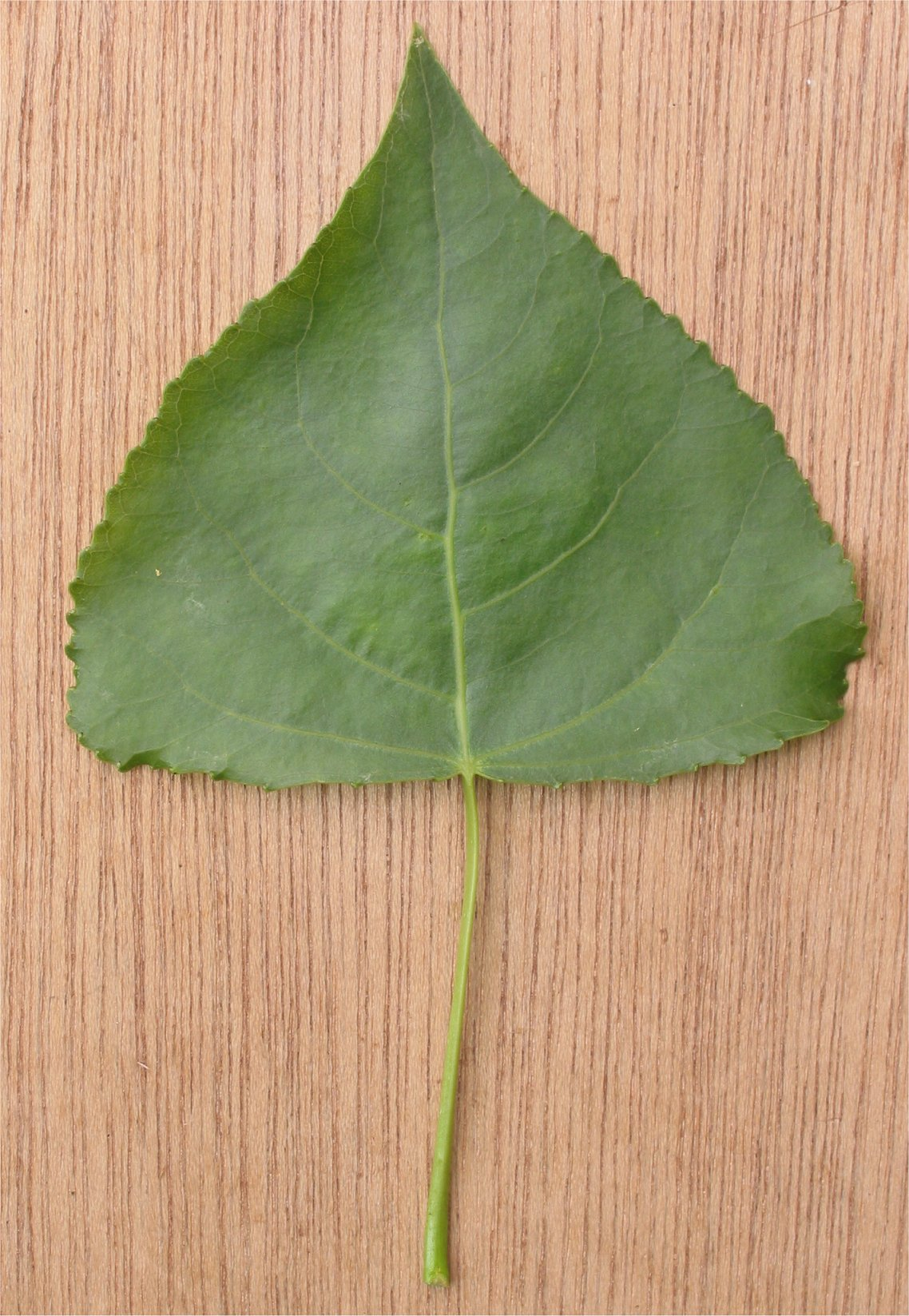
liście długopędowe

PokrójDrzewo ma zwarty, kolumnowy pokrój. W Polsce dorasta do 30–35 m wysokości i do 1 m średnicy pnia. W Europie są znane okazy ponad 40-metrowe. Korona bardzo smukła, z gałęziami skierowanymi niemal pionowo ku górze, przy zachowaniu szerokich kątów rozwidleń. Pień zazwyczaj z wyraźnymi przyporami korzeniowymi.
PędyGałązki jasnożółte do szarożółtawych. Młode gałązki nie mają listewek korkowych. Kora ciemnobrunatna, na starszych egzemplarzach prawie czarna, głęboko spękana.
Korzenie
Ma silnie rozwinięty i płytki system korzeniowy, często tworzy przypory korzeniowe i odrośla.
Drewno
Rzadkie, rozpierzchłonaczyniowe, twardzielowe, słabej jakości. Nie przedstawia większych walorów w budownictwie i przemyśle meblarskim.
LiściePąki podługowatojajowate, stożkowe, duże do około 1,4 cm. Liście długości 5-10 cm, długo zaostrzone, u nasady słabo sercowate, brzegiem karbowano-piłkowane, nagie. Zwykle występują w gęstym skupieniu. Gdy są młode, mają jasnozielony kolor, z czasem robią się ciemnozielone, z mocnym połyskiem, spodem jaśniejsze.
KwiatyU formy typowej 'Italica' wyłącznie męskie, podobne do tych u topoli czarnej. U nasady objęte kubkowatym wyrostkiem, zebrane w kotki. Przysadki kwiatowe czerwone, porozcinane. Pylniki pręcików czerwone. Ukazują się w połowie wiosny.

## Biologia

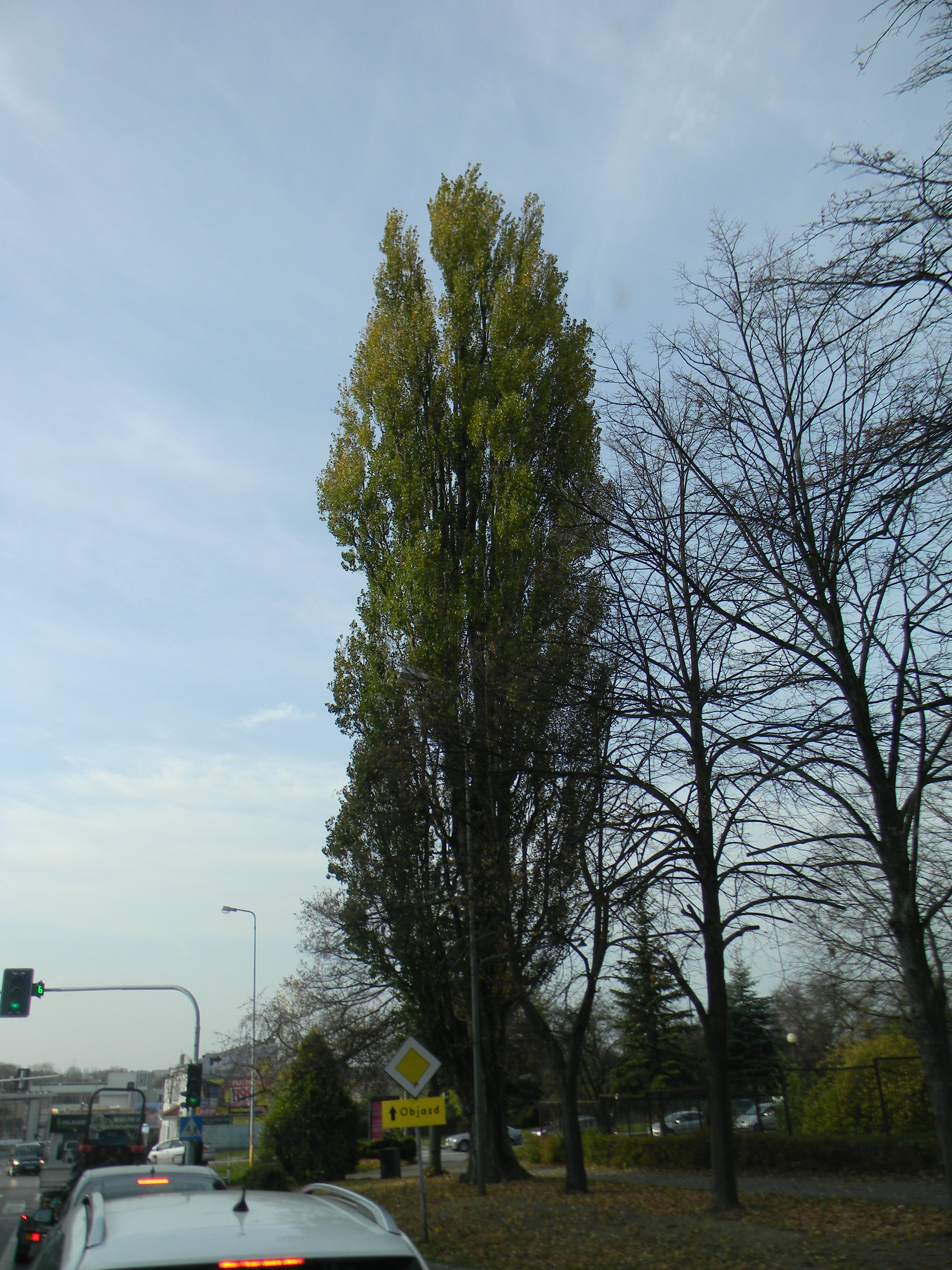
Topola włoska "Teletopcia" z Radomska - pomnik przyrody

Jest rozmnażana wegetatywnie, przez co żyje relatywnie krócej w porównaniu do rozmnażanych z siewu topól czarnych. Wzrost ustaje w wieku ok. 60 lat. Rzadko spotykane są okazy ponad 80-letnie. W dobrych warunkach rośnie bardzo szybko (2,5 m/rok). W gorszych siedliskach rośnie wolniej i zamiera od wierzchołka po upływie kilkudziesięciu lat. Kwitnie od marca do kwietnia, przed rozwojem liści. 
Najokazalsze topole włoskie w Polsce rosną w Bolechowicach, Radomsku, Łodzi, Wrocławiu i Poznaniu.

## Zmienność
Prawidłowo topolą włoską nazywana jest męska odmiana uprawna 'Italica'. Wszystkie wywodzące się od niej mieszańce tworzą grupę zbiorczą o nazwie 'Pyramidalis' (Populus nigra 'Pyramidalis'), w skład której (oprócz standardowej 'Italica') wchodzą:
- 'Italica Foemina' - kultywar żeński o szerszym, odwrotnie stożkowatym pokroju i wolniejszym wzroście.
- 'Lombardy Gold' – kultywar o przysadzistym pokroju i jaśniejszym zabarwieniu liści.
- 'Plantierensis' – młode pędy są drobno owłosione. Gałęzie pokryte są małymi przetchlinkami. Latem daje balsamiczny zapach, jednak nie tak intensywny jak u topól z sekcji Tacamahaca. Pokrój szerokokolumnowy.
- 'Afghanica' – południowoeuropejska, męska odmiana kolumnowa o jasnej korze na konarach. Nasada pnia jest ciemniejsza i chropowata. Liście są zaokrąglone.

## Zastosowanie
Roślina ozdobna: używana głównie do nasadzeń przy drogach i w parkach, dawniej w terenach osiedlowych. Cechuje się efektowną sylwetką i żółtym jesiennym zabarwieniem liści. Jest drzewem odpornym na działanie silnych wiatrów, dzięki mocnej nasadzie pnia, wąskim pokroju i stabilnych rozwidleniach konarów.